# 罪後真相
《罪後真相》是一部2022年臺灣犯罪懸疑電影，由陳奕甫執導，張孝全、陳昊森、方郁婷、鄭平君主演。

## 劇情大綱
曾因在七年前謀殺女友而被判入獄的前體育新星張正義越獄，悍然劫持了過氣媒體人劉立民作為人質。隨著公眾對該案的關注度不斷提高，劉立民緊蹭這波流量，決定調查張正義的真相，以此重新讓自己回到聚光燈下，但隨著調查深入，他卻發現包括張正義的家屬、甚至連自己的亡妻都涉入其中。

## 演員表
| 演員   | 角色                                   |
| 張孝全 | 劉立民                                 |
| 陳昊森 | 張正義                                 |
| 方郁婷 | 劉真真                                 |
| 鍾瑶   | 許雅靜                                 |
| 安心亞 | 張正方                                 |
| 石知田 | 傅霖                                   |
| 詹子萱 | 王詩云                                 |
| 黃浩詠 | 施隊長，因為不相信劉立民而努力追捕他。 |
| 何裕天 | 賴副隊                                 |
| 吴至璿 | 王宇澤                                 |
| 謝章穎 | 曾景安                                 |
| 張百惠 | 陳美枝                                 |
| 溫吉興 | 莊總編                                 |
| 鄭平君 | 孝叔                                   |
| 葉子彥 | 王爸                                   |
| 許時豪 | 崗哨長                                 |
| 華天灝 | 小灝                                   |
| 王嵐申 | 杜勝亮                                 |
| 王允之 | 安養院人員                             |
| 葉子綺 | 幼時劉真真                             |

## 獎項
| 年份   | 頒獎典禮              | 獎項       | 入圍者         | 結果 | 備註  |
| ------ | --------------------- | ---------- | -------------- | ---- | ----- |
| 2022年 | 第59屆金馬獎          | 最佳男主角 | 張孝全         | 提名 | [ 6 ] |
| 2022年 | 第59屆金馬獎          | 最佳女配角 | 方郁婷         | 提名 | [ 6 ] |
| 2023年 | 第4屆台灣影評人協會獎 | 最佳男演員 | 張孝全         | 提名 |       |
| 2023年 | 第4屆台灣影評人協會獎 | 最佳劇本   | 葉乃菁、黃彥樵 | 提名 |       |
| 2023年 | 第25屆台北電影獎      | 最佳男主角 | 張孝全         | 提名 |       |
| 2023年 | 第25屆台北電影獎      | 最佳女配角 | 方郁婷         | 提名 |       |
| 2023年 | 第25屆台北電影獎      | 最佳攝影   | 王均銘         | 獲獎 |       |

## 製作
該部電影最初命名為《操作》，並於2021年11月13日正式開鏡。2022年8月5日，公布前導海報，並正式定檔於10月28日上映。

## 外部連結
- 互联网电影数据库（IMDb）上《罪後真相》的资料（英文）
- 罪後真相的Facebook專頁
- 罪後真相的Instagram帳戶
- 台灣電影網上《罪後真相》的資料（繁體中文）